# 益田中継局
益田中継局（ますだちゅうけいきょく）は、島根県益田市に置かれている中継局である。

## 概要
- 当中継局は、市内中垣内町にテレビ（UHF波）中継局、市内2ヶ所にAMラジオ中継局が置かれ、島根県石見地方西部の広範囲に電波を発射している。
- FMラジオ中継局は、浜田市の大麻山にある浜田中継局が石見地方の大半をカバーするため、置かれていない。

## 送信施設概要

### テレビ

#### デジタルテレビ
| リモコンキーID | 物理チャンネル | 放送局名                    | 出力 | ERP  | 放送対象地域   | 放送区域内世帯数 |
| 1              | 33ch           | NKT日本海テレビジョン放送   | 30W  | 230W | 鳥取県・島根県 | 約1万7000世帯    |
| 2              | 20ch           | NHK松江教育                 | 30W  | 230W | 全国           | 約1万7000世帯    |
| 3              | 21ch           | NHK松江総合                 | 30W  | 230W | 島根県         | 約1万7000世帯    |
| 6              | 44ch           | BSS山陰放送                 | 30W  | 230W | 鳥取県・島根県 | 約1万7000世帯    |
| 8              | 38ch           | TSK山陰中央テレビジョン放送 | 30W  | 230W | 鳥取県・島根県 | 約1万7000世帯    |

- 2007年10月29日に予備免許交付、11月5日から試験放送開始、12月1日から本放送開始。
- 出力については、アナログと同じであるため、事実上の増力。

#### アナログテレビ
| チャンネル | 放送局名                    | 出力              | ERP               | 放送対象地域   | 放送区域内世帯数 |
| 26ch       | BSS山陰放送                 | 映像30W /音声7.5W | 映像260W /音声64W | 島根県・鳥取県 | -                |
| 40ch       | NKT日本海テレビジョン放送   | 映像30W /音声7.5W | 映像270W /音声68W | 島根県・鳥取県 | -                |
| 42ch       | TSK山陰中央テレビジョン放送 | 映像30W /音声7.5W | 映像260W /音声65W | 島根県・鳥取県 | -                |
| 46ch       | NHK松江教育                 | 映像30W /音声7.5W | 映像250W /音声62W | 全国           | -                |
| 60ch       | NHK松江総合                 | 映像30W /音声7.5W | 映像230W /音声58W | 島根県         | -                |

- 2011年7月24日をもってすべて廃止された。

### ラジオ

#### AMラジオ
| 放送局名    | 呼出符号 | 周波数  | 出力 | 放送対象地域   | 放送区域内世帯数 | 空中線形式       | 開局日        |
| NHK松江第1  | -        | 1341kHz | 100W | 島根県         | 約2万3000世帯    | 頂部負荷付垂直形 | 1946年2月25日 |
| NHK松江第2  | -        | 1539kHz | 100W | 全国放送       | 約2万3000世帯    | 頂部負荷付垂直形 | 1953年4月23日 |
| BSS山陰放送 | JOHN     | 1431kHz | 100W | 島根県・鳥取県 | -                | -                | 1961年3月15日 |

- NHKの空中線地上高：47.85m

## 置局住所
- テレビ…益田市中垣内町1815番2号の大道山
- NHKラジオ…益田市中吉田字角江田397番1号
- BSSラジオ…島根県益田市中島町イ145-2